# Gustave Charpentier

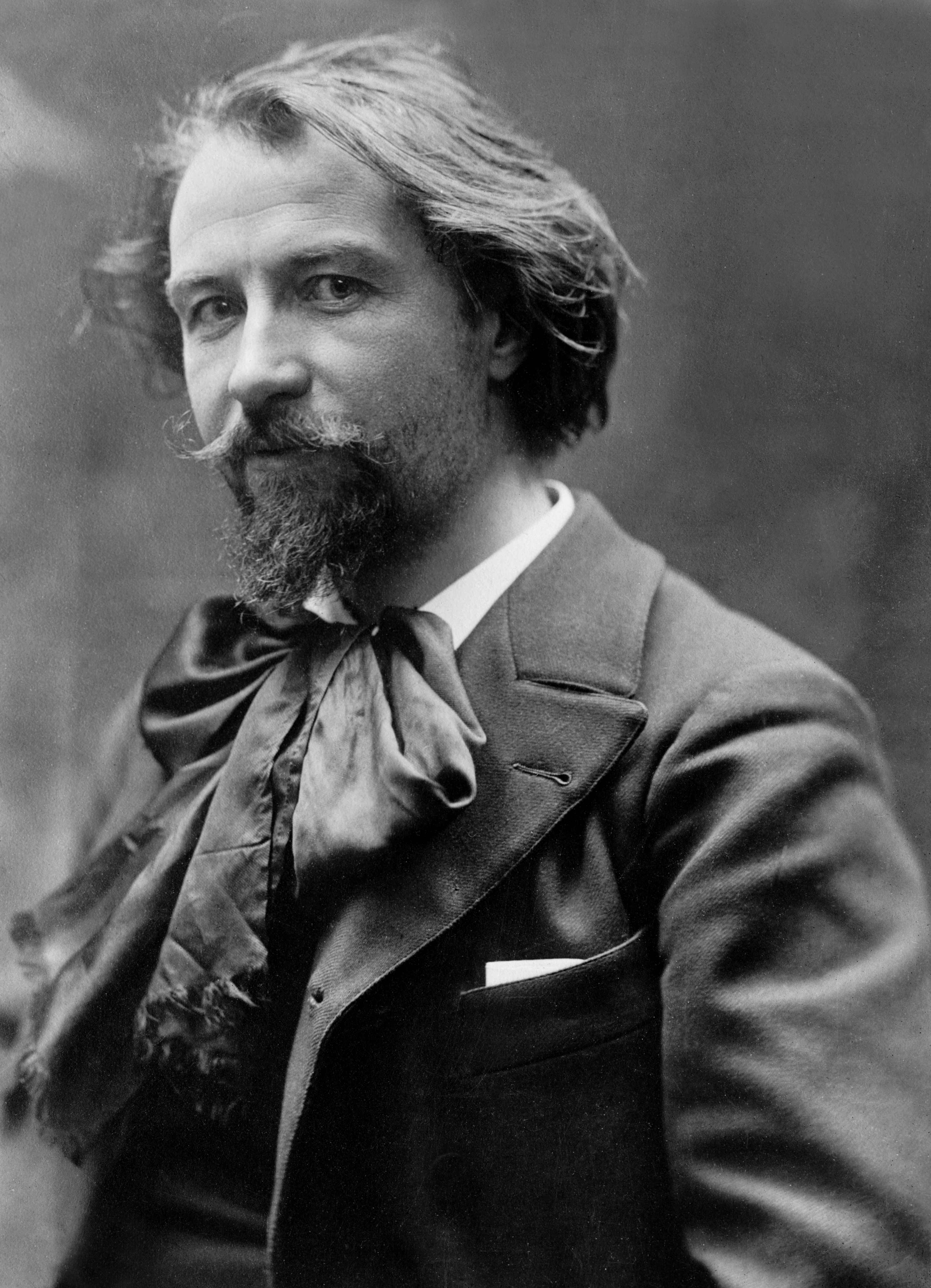
Gustave Charpentier.

Gustave Charpentier, född 25 juni 1860 i Dieuze i Alsace-Lorraine, död 18 februari 1956, var en fransk tonsättare, mest känd för sin opera Louise.

## Biografi
Charpentier studerade musik först i Lille och därefter i Paris, bland annat för Jules Massenet. År 1887 vann han Prix de Rome i komposition för sin kantat Didon. Strax därefter avslutade han en serie italienska folkbilder med titeln Impressions d'Italie och några år senare kom ett liknande orkesterstycke La vie d'un poète med folkskildringar från Paris. Ibland har kompositören kallats "den sceniska musiken Zola", eftersom han lät sina sociala ambitioner avspegla sig i sin konst. Han arbetade aktivt för de fattiga i Paris och grundade en akademi för arbetande kvinnor: Conservatoire populaire de Mimi Pinson. Han är idag endast ihågkommen för operan Louise från 1900. Fortsättningen Julien fick ingen framgång. Charpentier planerade flera andra operaprojekt, bland annat en trilogi med namnet L'amour au Faubourg med samma sociala innehåll som Louise, men inget av dem fullbordades.

## Operor
- Louise - 1900
- Julien, ou La vie du poète - 1913
- L'amour au faubourg - 1913 (ouppförd)
- Orphée- 1931 (ofullbordad)